# Jackie Chan (nummer)
Jackie Chan is een nummer uit 2018 van de Canadese rapper Preme en de Amerikaanse rapper Post Malone. Het nummer is afkomstig van Preme's debuutalbum Light of Day. Slechts een paar dagen nadat Preme en Malone het origineel uitbrachten, kwamen de Nederlandse dj Tiësto en de Canadese dj Dzeko met een remix van het nummer.
De titel "Jackie Chan" refereert aan de gelijknamige acteur. De remix van Tiësto en Dzeko veroverde wereldwijd de hitlijsten. In de Amerikaanse Billboard Hot 100 had het met een 52e positie niet zoveel succes. In de Nederlandse Top 40 haalde het nummer echter de 2e positie, en in de Vlaamse Ultratop 50 de 13e.